# BS日本・こころの歌
『BS日本・こころの歌』（BSにっぽん こころのうた）は、BS日テレで毎週月曜日の夜8時から放送されている音楽番組である。

## 概要
明治時代より現代にかけての日本の歌をFORESTAの合唱およびピアノの伴奏で披露する番組である。この番組では文部省唱歌から童謡・軍歌および歌謡曲、果ては1980年代のポップスと幅広く歌われている。全員が音楽大学出身のコーラスグループであるFORESTAが原曲に忠実に歌っている。FORESTAのピアノ伴奏をエンディングで披露している。
非破壊検査の一社提供の番組であり、BS日テレの番組で唯一社名の「BS日本」を名乗っている番組でもある。

## 出演
- FORESTA

## 過去の出演者
- デューク・エイセス
- ボニージャックス
- すがはらやすのり
- 由紀さおり
- 安田祥子
- 芹洋子
- XUXU
- 茂森あゆみ
- 夏川りみ

## ナレーション
- 杉本るみ（2018年4月2日 - ）
- 原田和哉（2012年4月2日 - ）

### 過去
- 木村育子
- 石川牧子
- 黒沢良[注 1]

## 放送時間
- 毎週水曜日 22:00 - 22:54 （2003年4月 - 2006年3月）
- 毎週月曜日 22:00 - 22:54 （2006年4月 - 2012年9月）
- 毎週月曜日 21:00 - 21:54 （2012年10月 - 2018年3月）
- 毎週月曜日 19:00 - 19:54 （2018年4月 - 2023年3月）
- 毎週月曜日 20:00 - 20:54 （2023年4月 - ）

（年末年始・プロ野球中継・特別番組などで休止となる場合もある）

## エンディングテーマ
以前は西村由紀江の演奏であったが、現在はFORESTAが演奏担当している。

### 現在
- いつの日か

### 過去
- 回想
- あの日のこと
- 会いたい
- 生きるもの、すべてに
- 明日へ
- 祈り
- 夢
- 和み
- 灯り
- 願い
- 道
- 心を込めて
- 想い
- 大切なもの
- 道しるべ

## スペシャル
- BS日本・こころの歌 スペシャルコンサート大阪2011（2011年11月13日）
- BS日本・こころの歌 スペシャルコンサート東京2012（2012年11月11日）
- BS日本・こころの歌 スペシャルコンサート東京2014（2014年12月7日）
- BS日本・こころの歌 スペシャルコンサート東京2015（2015年12月7日）
- BS日本・こころの歌 スペシャルコンサート東京2016（2016年11月19日）
- BS日本・こころの歌 スペシャルコンサート東京2017（2017年12月10日）
- BS日本・こころの歌 スペシャルコンサート東京2018（2018年12月09日）
- BS日本・こころの歌 スペシャルコンサート東京2019（2019年12月08日）
- BS日本・こころの歌 スペシャルコンサート東京2022（2022年11月25日） - 3年ぶりの開催。
- BS日本・こころの歌 スペシャルコンサート桐生2022（2022年12月16日）
- BS日本・こころの歌 スペシャルコンサート桐生2022（特別版）（2023年2月28日） - 初回放送分に未放送曲を加えた特別版。
スペシャルコンサートは、後に通常の番組でも2回に分けたり、再編集されて総集編として放送されている。
- BS日本・こころの歌 年越し新春スペシャル（2010年 - 2017年、12月31日から翌1月1日） - 年越し番組
2009年までも年越し番組として『こころの歌』の特別番組が放送されていたが、タイトルは年により異なっていた[注 2]。
- BS日本・こころの歌 新春スペシャル（2019年から毎年1月1日） - 放送時間は年によって異なる。

## スタッフ
- 司会：石川牧子（『スペシャルコンサート』のみ）
- 語り：杉本るみ、原田和哉
- 企画・構成・演出：一条貴之
- 編曲：杉本龍之、小泉雄三
- 題字：小川みよ子
- 技術プロデューサー：高瀬義美
- SW：小林光行
- カメラ：高田治
- VE：原啓教
- 音声：石井俊二
- PA：溝口賢蔵
- クレーン：佐藤史郎
- 照明：佐野利喜男/下平好実、真壁弘、鈴木千絵
- 美術プロデューサー：上村正三、内藤佳奈子
- デザイン：きくちまさと
- 大道具：宇津木史高
- アクリル装飾：織田秀幸
- 視覚効果：東京特殊効果
- 生花装飾：庄島有紀
- メイク：山田かつら
- 調律：橋本尚之
- 音響効果：関口政則
- 編集：中村豪
- MA：民幸之助
- TK：多田羅英子
- 協力：ニユーテレス、日本テレビアート、フジアール、sound RING、IMAGICA Lab.、サンフォニックス、ルプル
- デスク：佐藤容子
- 制作進行：山崎梨佳、鈴木紘平
- ディレクター：岡村圭/廉畑健治
- プロデュース：山田厚（BS日テレ）、唐木田典子（NEXTEP）
- 企画・監修：漆戸靖治
- 製作著作：BS日テレ、NEXTEP